# 켈빈 데이비스
켈빈 제프리 데이비스(Kelvin Geoffrey Davis, 1976년 9월 29일 베드퍼드 ~ )는 잉글랜드의 전 축구 선수로, 포지션은 골키퍼이다.